# مؤسسة اجتماعية

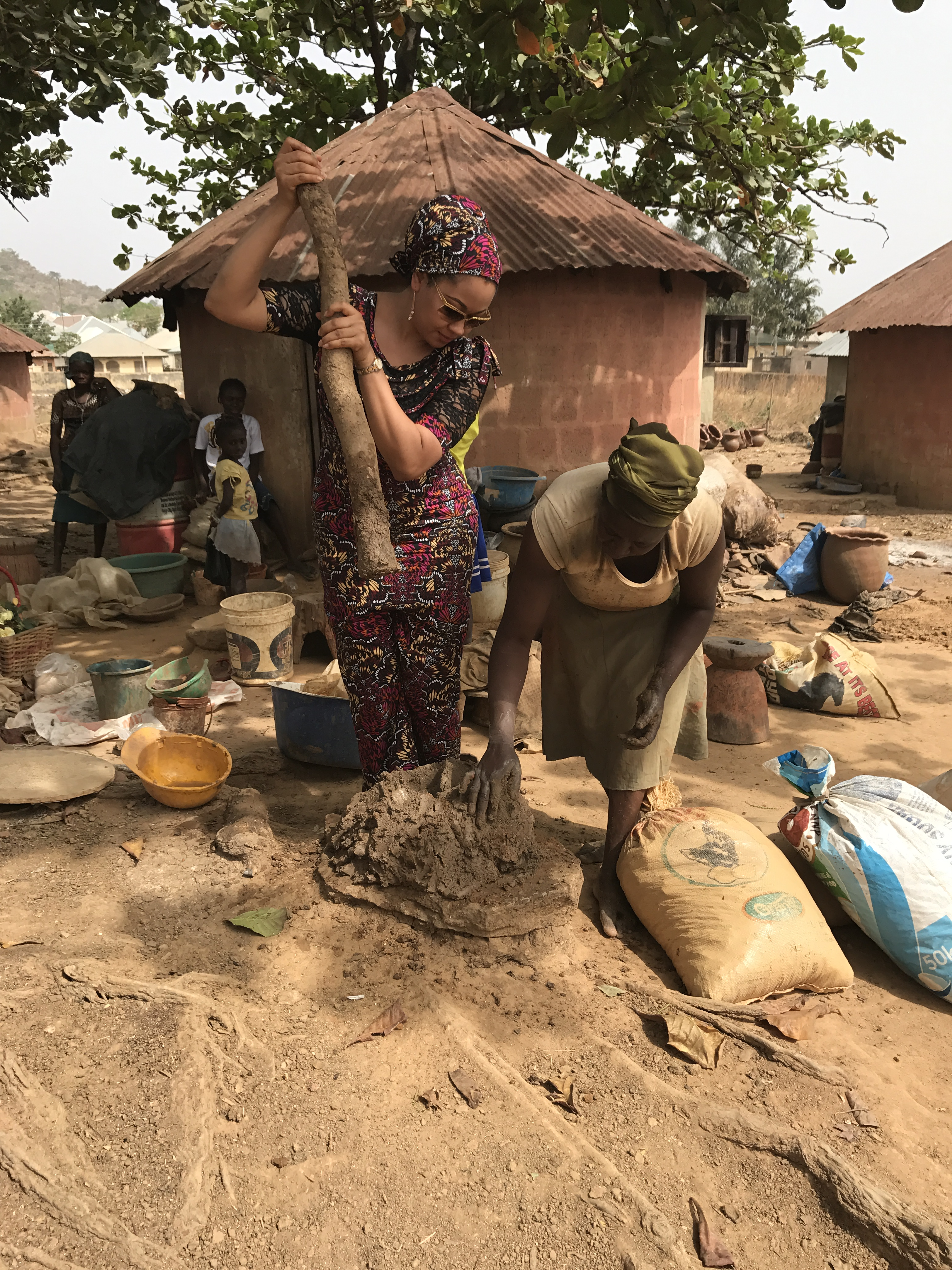
صورة من نيجيريا

المؤسسة الاجتماعية هي منظمة تطبق الاستراتيجيات التجارية لتعظيم التحسينات المالية، والاجتماعية والبيئية والرفاهية، ويشمل ذلك تعظيم التأثير الاجتماعي والأرباح للمالكين المشاركين.
يمكن هيكلة المؤسسات الاجتماعية بوصفها شركة تجارية أو شراكة هادفة للربح أو غير هادفة للربح، وقد تأخذ المؤسسة شكل -اعتمادًا على البلد الذي يوجد فيه الكيان والأشكال القانونية المتاحة، منظمة تعاونية متبادلة، كيان مهمل، نشاط تجاري اجتماعي، شركة منفعة، شركة ذات مصلحة مجتمعية، شركة محدودة بضمان أو منظمة خيرية. يمكن أيضًا اتخاذ المزيد من الهياكل التقليدية.
للمؤسسات الاجتماعية أهداف تجارية وأهداف اجتماعية، لذلك فإن أهدافهم الاجتماعية متضمنة في أهدافهم، التي تميزهم عن المنظمات والشركات الأخرى. الغرض الرئيسي للمؤسسة الاجتماعية هو تعزيز التغيير الاجتماعي وتشجيعه وإحداثه. وهي شركات نشأت لتعزيز غرض اجتماعي بطريقة مستدامة ماليًا، يمكن للمؤسسات الاجتماعية أن توفر فرصًا لتوليد الدخل تلبي الاحتياجات الأساسية للأشخاص الفقراء، وهي مستدامة ويُعاد استثمار الدخل المكتسب من المبيعات في مهمتها. إنهم لا يعتمدون على العمل الخيري ويمكنهم إعالة أنفسهم على المدى الطويل، يمكن توسيع نماذجهم أو تكرارها في مجتمعات أخرى لإحداث تأثير أكبر.
قد تكون المؤسسة الاجتماعية أكثر استدامة من المنظمات غير الربحية، التي تعتمد فقط على أموال المنح أو التبرعات أو البرامج الفيدرالية وحدها. نموذجًا ربحيًا، أنت تتحكم في المنهاج وتمويل البرنامج. صُممت حوافز الشركة ليرتبط التأثير الأكبر ارتباطًا مباشرًا بربح كبير. يرغب المستثمرون وشركاء الأعمال اليوم في معرفة أن الشركات التي يختارونها تقوم بأكثر من مجرد تقديم منتج أو خدمة، إنهم يبحثون عن الشركات التي تقوم بعمل جيد، سيشعرون بعلاقة خاصة مع الشركات التي تتوافق مع قيمهم الخاصة.

## الأنواع
يمكن تصنيف المؤسسات الاجتماعية عمومًا حسب الفئات التي سنذكرها تاليًا، رغم ظهور قطاعات ومجالات جديدة مع استمرار تطور المجال. القاسم المشترك المشترك بينهم هو أنهم جميعًا يعملون لتحقيق مجموعة متوازنة من الأهداف المالية والاجتماعية والبيئية.

### المؤسسات التجارية
(الشركات التجارية والتعاونيات والتجمعات المملوكة للعمال/الموظفين)
تتراوح هذه من الشركات الكبرى مثل جون لويس في المملكة المتحدة وموندراجون في إسبانيا، إلى الشركات المتوسطة الحجم المملوكة لموظفيها مع التسلسل الهرمي للإدارة التقليدية وفروق الأجور، إلى تعاونيات عمالية صغيرة جدًا مع عدد قليل من المديرين/الموظفون الذين يعملون بطرق أقل هرمية ويمارسون التكافؤ في الأجور. توجد داخل المؤسسات التجارية شركات مملوكة للموظفين ومؤسسات مملوكة للعضوية.

### المؤسسات المالية
منظمات الادخار والقروض مثل الاتحادات الائتمانية ومنظمات الائتمان الأصغر والبنوك التعاونية وصناديق القروض المتجددة هي مؤسسات اجتماعية مملوكة للأعضاء.
تأسست الاتحادات الائتمانية للمرة الأولى في خمسينيات القرن التاسع عشر في ألمانيا ثم انتشرت عالميًا. بالمثل كانت البنوك التعاونية موجودة منذ سبعينيات القرن التاسع عشر، مملوكةً بوصفها شركة تابعة لتعاونية عضوية. في الآونة الأخيرة، ظهرت منظمات الائتمان الأصغر في العديد من البلدان النامية وكان لها تأثير كبير. ويحدث تبادل العملات المحلية وتبادل القيم الاجتماعية.

### منظمات المجتمع
العديد من المنظمات المجتمعية هي مؤسسات اجتماعية مسجلة، مؤسسات مجتمعية، تعاونيات إسكان وشركات مصلحة مجتمعية مع أقفال أصول، مراكز مجتمعية، حانات ومتاجر، جمعيات، جمعيات إسكان ونوادي كرة قدم. وهي منظمات عضوية موجودة عادةً لغرض معين ولها نشاط تجاري. تعمل جميعها على إعادة استثمار الأرباح في المجتمع. لديهم عضويات كبيرة من العملاء أو المؤيدين للغرض الرئيسي للمنظمة. توجد تعاونيات قروية في الهند وباكستان تعود إلى عام 1904.

### المنظمات غير الحكومية والجمعيات الخيرية
يوجد العديد من المنظمات غير الحكومية والجمعيات الخيرية التي تعمل في مجال الاستشارات التجارية والتدريب، أو المؤسسات التجارية الفرعية، مثل أوكسفام. تُستخدم الأرباح لتوفير رواتب للأشخاص الذين يقدمون خدمات مجانية لمجموعات محددة من الأشخاص أو لتعزيز الأهداف الاجتماعية أو البيئية للمنظمة.

## التاريخ

### الأصول
تطورت فكرة المشروع الاجتماعي مفهومًا مميزًا للمرة الأولى في أواخر السبعينيات في المملكة المتحدة نموذجًا تنظيميًا تجاريًا بديلًا للشركات الخاصة والتعاونيات والمشاريع العامة. كان للمفهوم -في ذلك الوقت- خمسة مبادئ رئيسية مقسمة إلى ثلاث قيم وتحولين في النموذج. التحولات النموذجية هي:
- هيكل قانوني للملكية المشتركة إذ يكون للأعضاء/المالكين حصة تصويت واحدة وأشكال مختلفة من الاستثمار
- الحكم الديمقراطي، إذ يكون كل عامل/مقيم في المجتمع عضوًا بصوت واحد.

المبادئ الثلاثة، التي يُشار إليها الآن باسم المحصلة النهائية الثلاثية هي:
- التجارة والاستقلال القابل للحياة ماليًا.
- خلق ثروة اجتماعية.
- تعمل بطرق مسؤولة بيئيًا.

كان الهدف -جزءًا من المفهوم الأصلي- أن المؤسسات الاجتماعية يجب أن تخطط وتقيس وتقدم تقارير عن الأداء المالي، وتكوين الثروة الاجتماعية، والمسؤولية البيئية باستخدام نظام المحاسبة والتدقيق الاجتماعي.
يُعتقد أن المبادئ التنظيمية والقانونية المتضمنة في المؤسسات الاجتماعية أتت من المنظمات غير الربحية. اعتمدت المنظمات غير الربحية أساسًا على الدعم الحكومي والعام، حديثًا بدأت الاعتماد على الأرباح من عمليات التغيير الاجتماعي الخاصة بها. يحدد تحالف المؤسسة الاجتماعية الأسباب التالية لهذا التحول:
1. الزيادة في تكاليف التشغيل غير الربحية.
2. تراجع الدعم الخيري الحكومي والعام.
3. زيادة المنافسة بسبب النمو في القطاع الخيري.
4. التوسع في الطلب على الخدمات المقدمة غير الهادفة للربح.

## المصطلح
لمصطلح «مؤسسة اجتماعية» تراث مختلط ومتنازع عليه بسبب جذوره الخيرية في الولايات المتحدة، وجذوره التعاونية في المملكة المتحدة والاتحاد الأوروبي وآسيا. في الولايات المتحدة، يرتبط المصطلح بـ «القيام بأعمال خيرية بواسطة التجارة»، بدلًا من «القيام بأعمال خيرية في أثناء ممارسة التجارة». في البلدان الأخرى، يوجد تركيز أكبر على التنظيم المجتمعي والرقابة الديمقراطية على رأس المال والمبادئ المشتركة، بدلاً من العمل الخيري. في السنوات الأخيرة تعزز مفهوم الأعمال ذات الأغراض الاجتماعية التي تسعى إلى المسؤولية الاجتماعية مباشرةً، أو تجمع الأموال لأغراض خيرية.
يؤمن محمد يونس، مؤسس بنك جرامين، بضرورة تصميم المشروع الاجتماعي حصريًا لتحقيق هدف اجتماعي. رأي آخر هو أن المؤسسات الاجتماعية لا ينبغي أن تكون مدفوعة بالربح، بل يجب أن تكون دوافع الربح ثانوية بالنسبة إلى الهدف الاجتماعي الأساسي. يعرّف التعريف الثاني المقدم من تحالف المؤسسة الاجتماعية (SEA) المؤسسة الاجتماعية بأنها منظمة تستخدم أساليب العمل لتنفيذ مهمتها الاجتماعية/البيئية.